# Кемеровська кліщова вірусна гарячка
Кемеровська кліщова вірусна гарячка — апаралітична вірусна хвороба, що супроводжується гарячкою і менінгеальними проявами. Виникає внаслідок укусу кліщів Ixodes persulcatus, I. ricinus, I. pavlovskyi та Dermacentor reticulatus.

## Етіологія
Збудником є зоонозний орбівірус, вперше описаний у 1963 році в Західному Сибіру Михайлом Чумаковим і його співробітниками. Має 23 серотипи і може часто спричиняти ураження як супутня інфекція при захворюванні, яке спричинюють інші орбівіруси та під час кліщового енцефаліту, що ускладнює клінічну ситуацію.

## Епідеміологічні особливості
Збудник хвороби та споріднені віруси можуть бути перенесені на відстані в довкіллі перелітними птахами. Вони можуть бути джерелом у період вірусемії, який триває 7-10 діб. Вірус знайдений у кліщах на Північному Алтаї, в Омській та Новосибірський областях Російської Федерації, у Казахстані.

## Клінічні прояви
Інкубаційний період у середньому триває 4-5 діб. Хвороба починається гостро. Характерним є гарячка з підвищенням температури тіла до 39-40 °С. Відзначається ін'єкція судин склер, гіперемія кон'юнктиви та шкіри. Пізніше з'являються плямисто-папульозні елемента висипу. При тяжкому перебігу розвивається міокардит чи менінгоенцефаліт.

## Лікування
Етіотропних засобів немає. Проводиться ситуативна патогенетична терапія.

## Профілактика
З метою попередження нападу кліщів при відвідуванні місць, де можуть бути кліщі, слід одягатися в світлий однотонний, з довгими рукавами, щільно прилеглий до тіла одяг, щоб було легше помітити повзаючих кліщів. Голову слід покривати головним убором; проводити під час прогулянки само- та взаємоогляди через кожні 2 години та ще раз вдома. Особливо ретельно потрібно обстежувати ділянки тіла, покриті волоссям; вдома одразу змінити одяг, білизну, ретельно їх оглянути, випрати та випрасувати. Не можна залишати цей одяг біля ліжка чи спати в ньому. Витрушування одягу не позбавляє від кліщів. Використовувати для захисту від кліщів ефективні засоби, що їх відлякують. Їх наносять на відкриті частини тіла (крім обличчя) і на одяг. Після нанесення на шкіру репеленти діють від 15 хвилин до 10 годин, що залежить від температури, вологості повітря, якості засобу. Засіб, нанесений на одяг, діє довше, чим при нанесенні його на шкіру. Користуватись репелентами слід з урахуванням особливостей свого організму.